# Karl Fredrik Fogelgren
Karl Fredrik Fogelgren, född 29 januari 1760 i Gränna, död 3 december 1831, var en svensk skarprättare i Gränna.

## Biografi
Karl Fredrik Fogelgren tillhörde resandefolket och var son till skarprättaren Carl Magnus Fogelgren och soldatdottern Helena Scharf. Har efterträdde sin far som skarprättare i Gränna 1781. Han reste även omkring och försörjde sig som vallackare. Hans utseende beskrivs när han begärde ut pass inom Jönköpings län med mörkt hår, blåa ögon, koppärrigt ansikte, lång näsa och med en längre kroppslängd.